# Deutsche Botschaft Khartum
Die Deutsche Botschaft Khartum ist die offizielle diplomatische Vertretung der Bundesrepublik Deutschland in der Republik Sudan. Wegen des Krieges im Sudan wurde die Botschaft Ende April 2023 vorübergehend geschlossen.

## Lage und Gebäude
Die Botschaft liegt im Stadtteil Kafouri der Stadt Al-Chartum Bahri, die zusammen mit den Städten Khartum und Omdurman die sudanesische Hauptstadt Khartum bildet. Der Appartement-Komplex, in dem die Kanzlei untergebracht ist, befindet sich am Nordufer des Blauen Nils. Das Regierungsviertel liegt 2 km entfernt südlich des Flusses. Zum ebenfalls südlich gelegenen Flughafen dauert die Fahrt eine knappe halbe Stunde. Die Straßenadresse der Botschaft lautet: Riverside Apartment C 7, Plot 12/13, Bahri, Helat Hamad Kafouri Estate, Khartum.

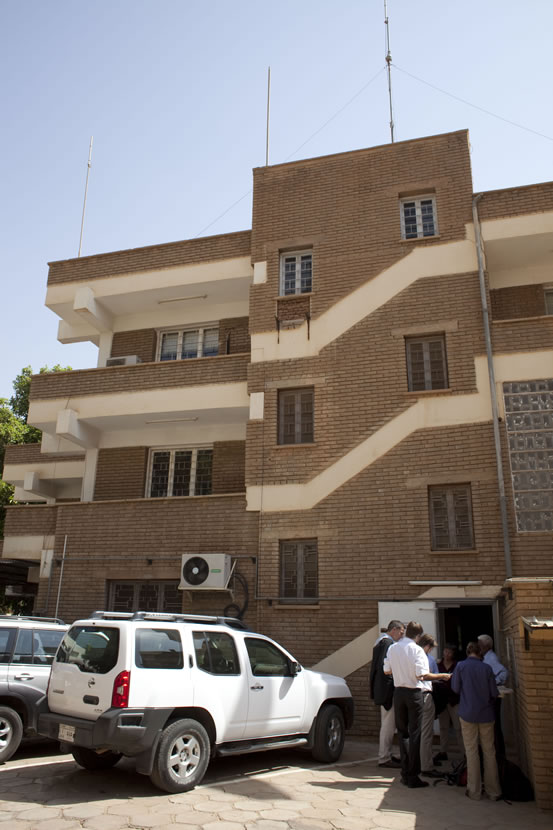
Deutsche Botschaft Karthum im Jahr 2010

Es handelt sich um eine Zwischenunterbringung. Im September 2012 war das eigentliche Botschaftsgebäude von aufgebrachten Islamisten gestürmt und in Brand gesetzt worden. Es entsteht ein Neubau, in dem die Botschaft Frankreichs mit untergebracht ist. Die Grundsanierung der Residenz des Botschafters, direkt am Blauen Nil gelegen, wurde für Anfang der 2020er Jahre vergeben.

## Aufgaben und Organisation
Die Botschaft Khartum hat den Auftrag, die bilateralen Beziehungen zum Gastland Sudan zu pflegen. In der Botschaft werden die Sachgebiete Politik, Wirtschaft, Kultur und Bildung bearbeitet.
Die Botschaft bietet konsularische Dienstleistungen für deutsche Staatsangehörige (mit Ausnahme der Ausstellung deutscher Personalausweise) an und stellt Schengen- und nationale Visa aus. Ein Bereitschaftsdienst besteht für konsularische Notfälle.

## Geschichte
Das vormalige britisch-ägyptische Kondominium Sudan wurde am 1. Januar 1956 als Republik Sudan unabhängig. Bereits am 15. Juli 1955 hatte die Bundesrepublik Deutschland eine diplomatische Verbindungsstelle eingerichtet, die am 12. März 1956 in eine Gesandtschaft und am 21. Oktober 1959 in eine Botschaft umgewandelt wurde. Am 16. Mai 1965 wurden die diplomatischen Beziehungen abgebrochen. Am 23. Dezember 1971 wurde die Botschaft wiedereröffnet. Wegen des Krieges im Sudan seit April 2023 wurde die Botschaft Ende April 2023 vorübergehend geschlossen.
Die DDR unterhielt ab 1956 eine offizielle Handelsvertretung in Karthum. Nach Aufnahme der diplomatischen Beziehungen am 3. Juni 1969 wurde daraus eine Botschaft, die im Jahr 1990 mit Beitritt der DDR zur Bundesrepublik Deutschland geschlossen wurde.